# برات آند ويتني جيه 75

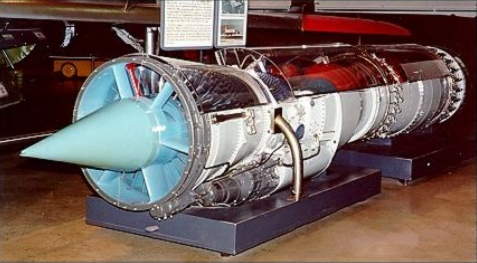
محرك برات ىند ويتني جيه 57

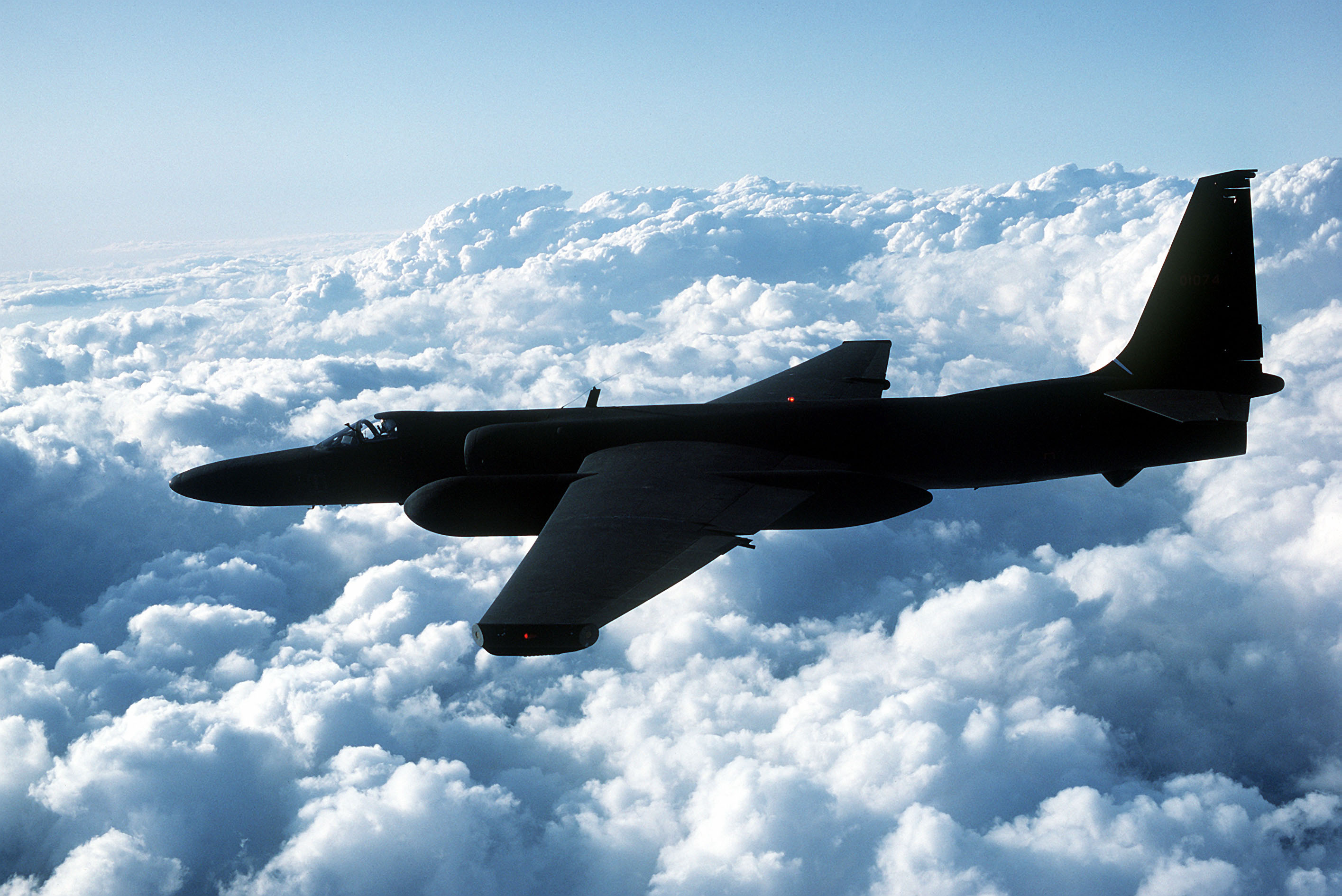
لوكهيد يو-2

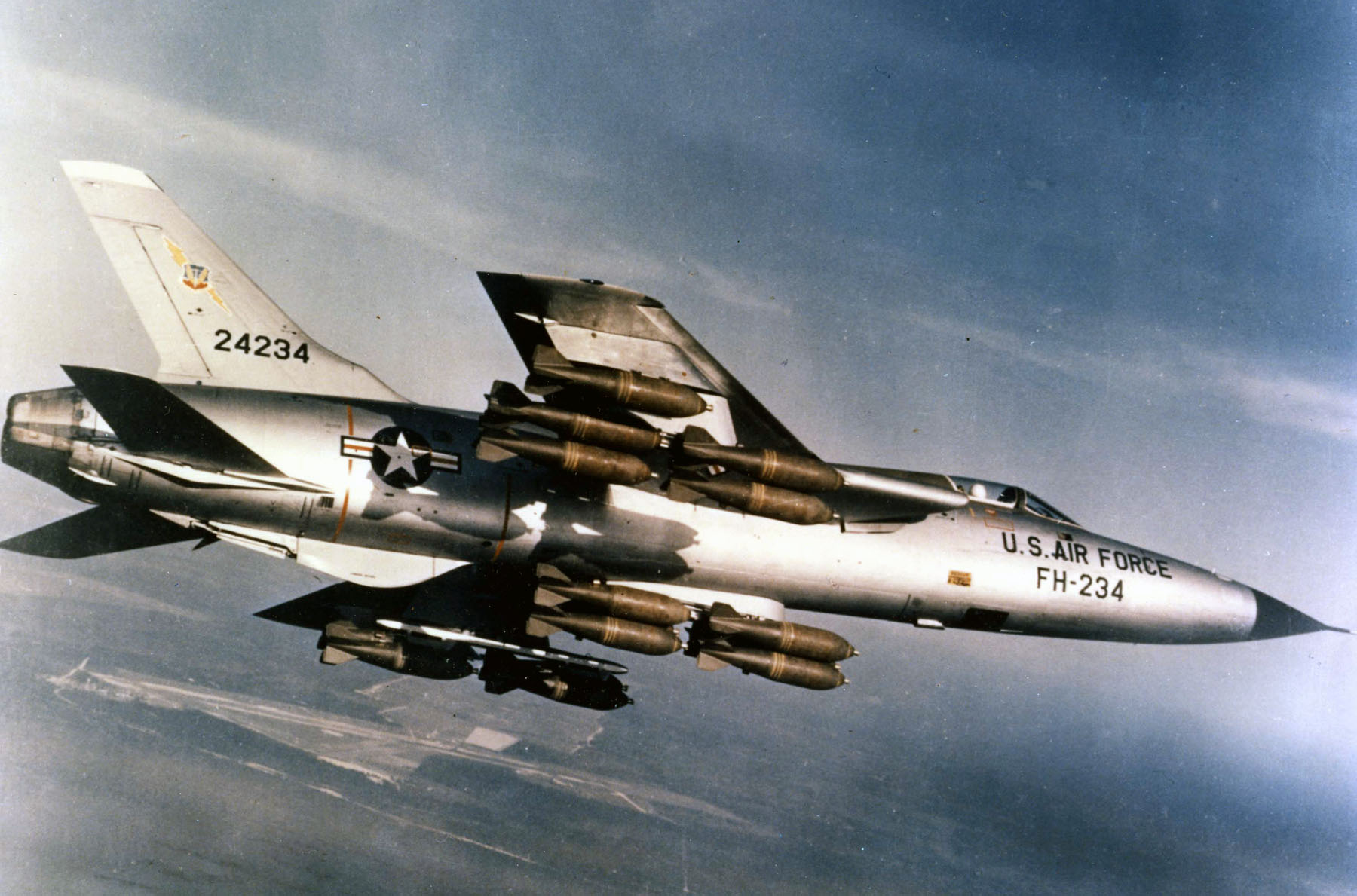
إف - 105 ثاندرتشيف

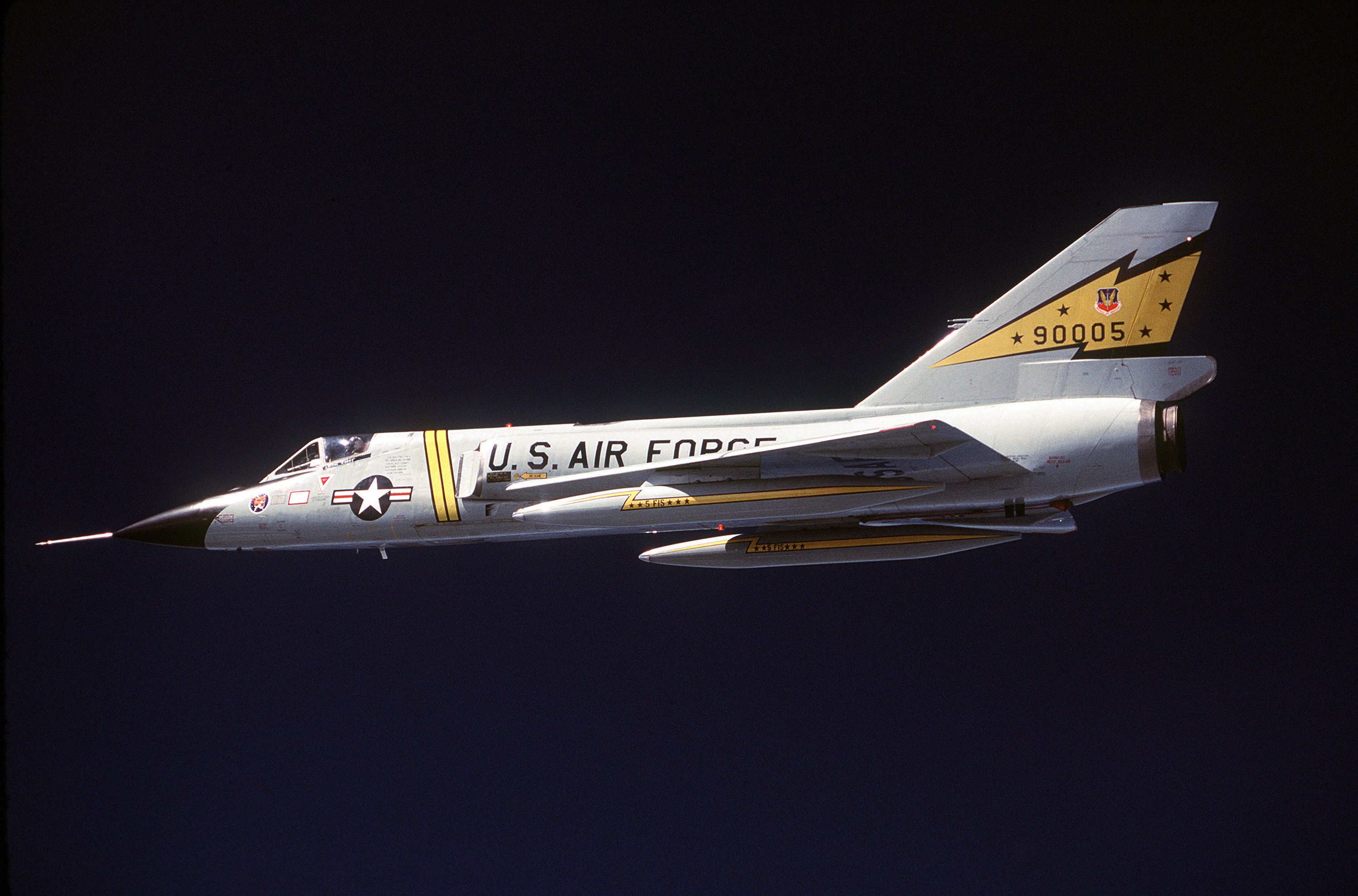
كونفير إف-106 دلتا دارت

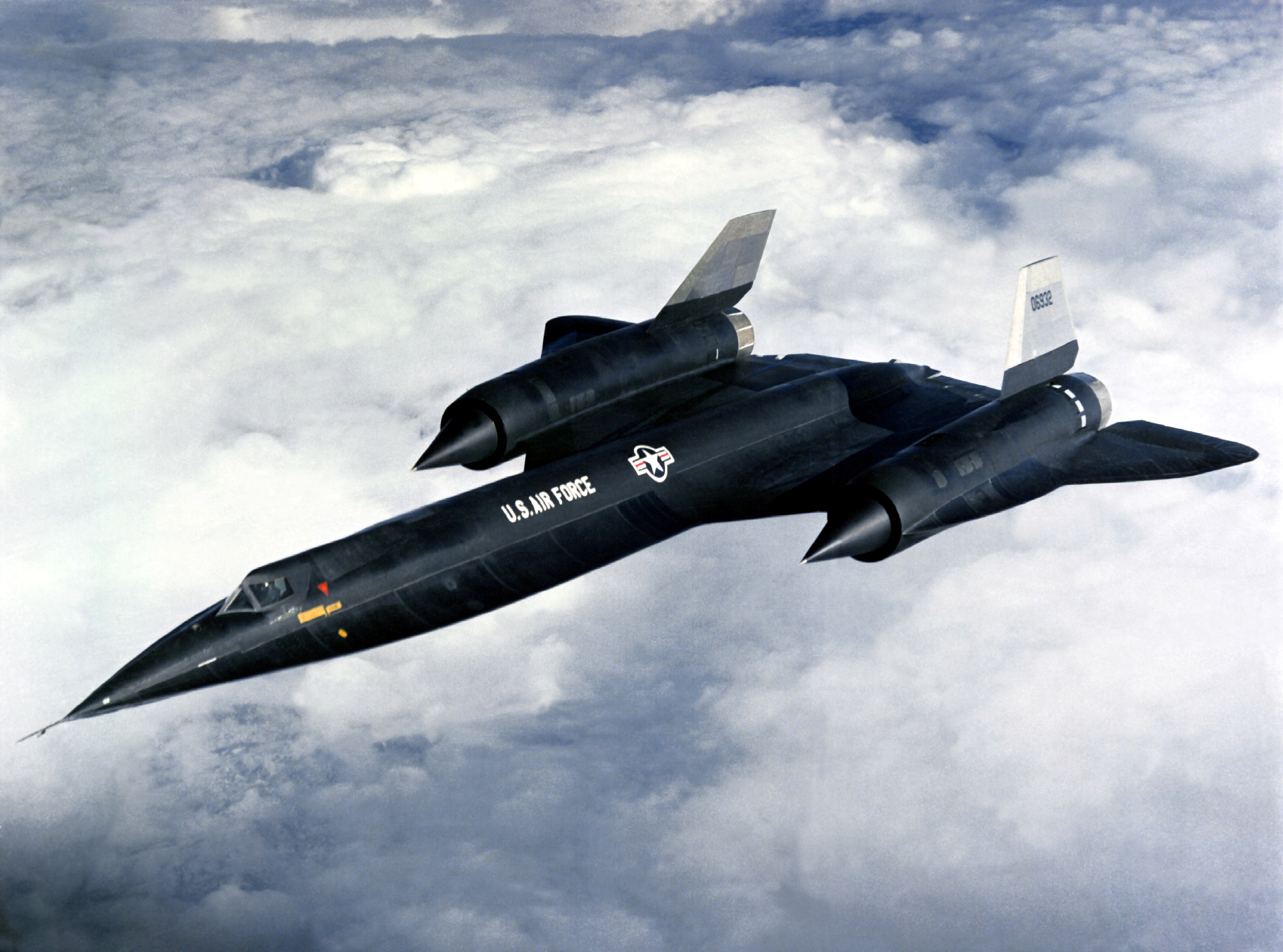
لوكهيد إيه-12

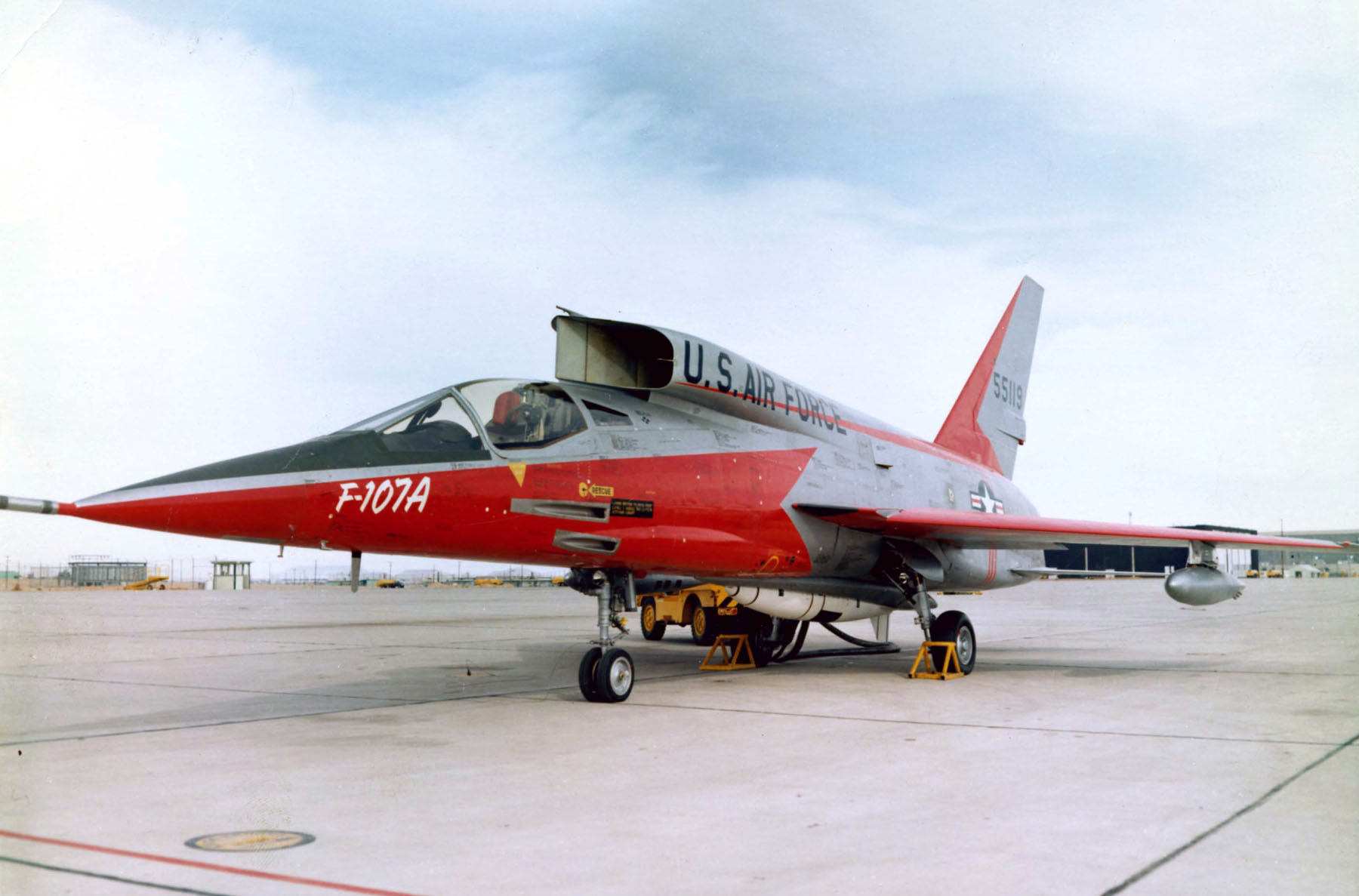
إف-107

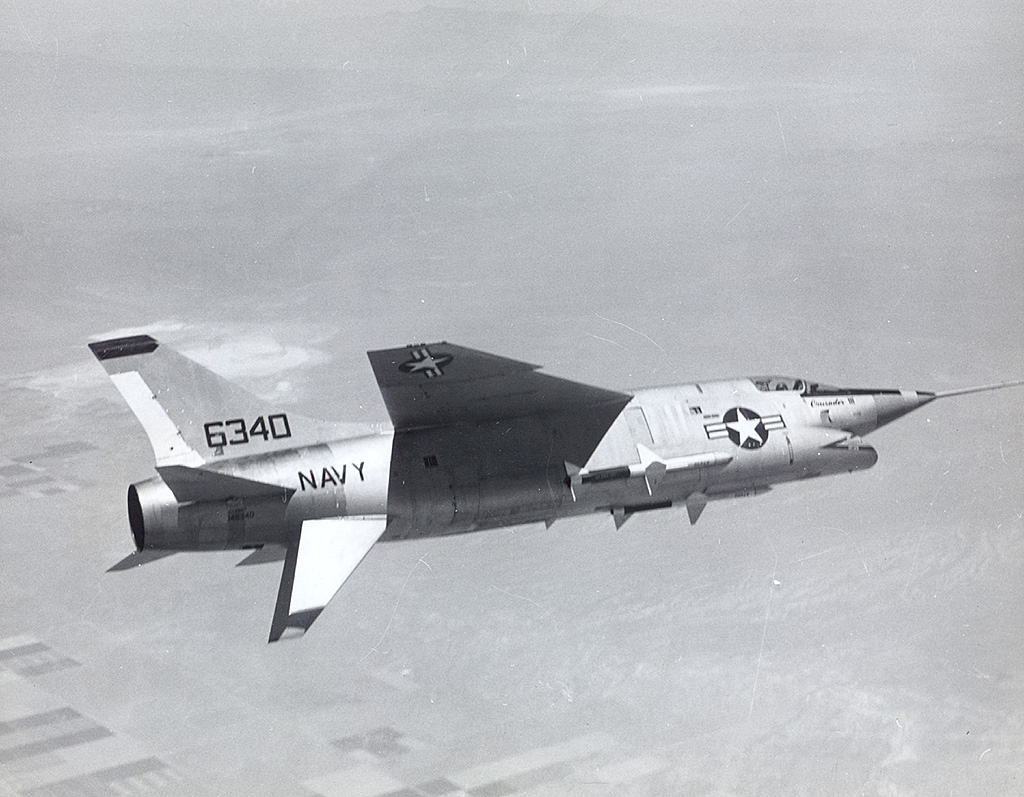
فوغت إكس إف 8 يو-3 كروسادر 3

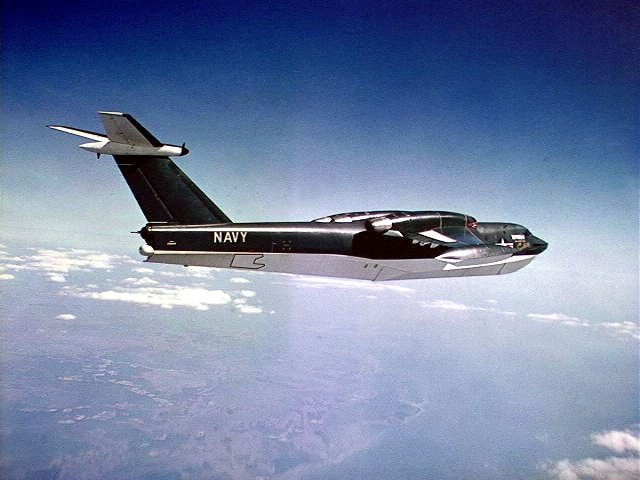
مارتن بي 6 إم سي ماستر

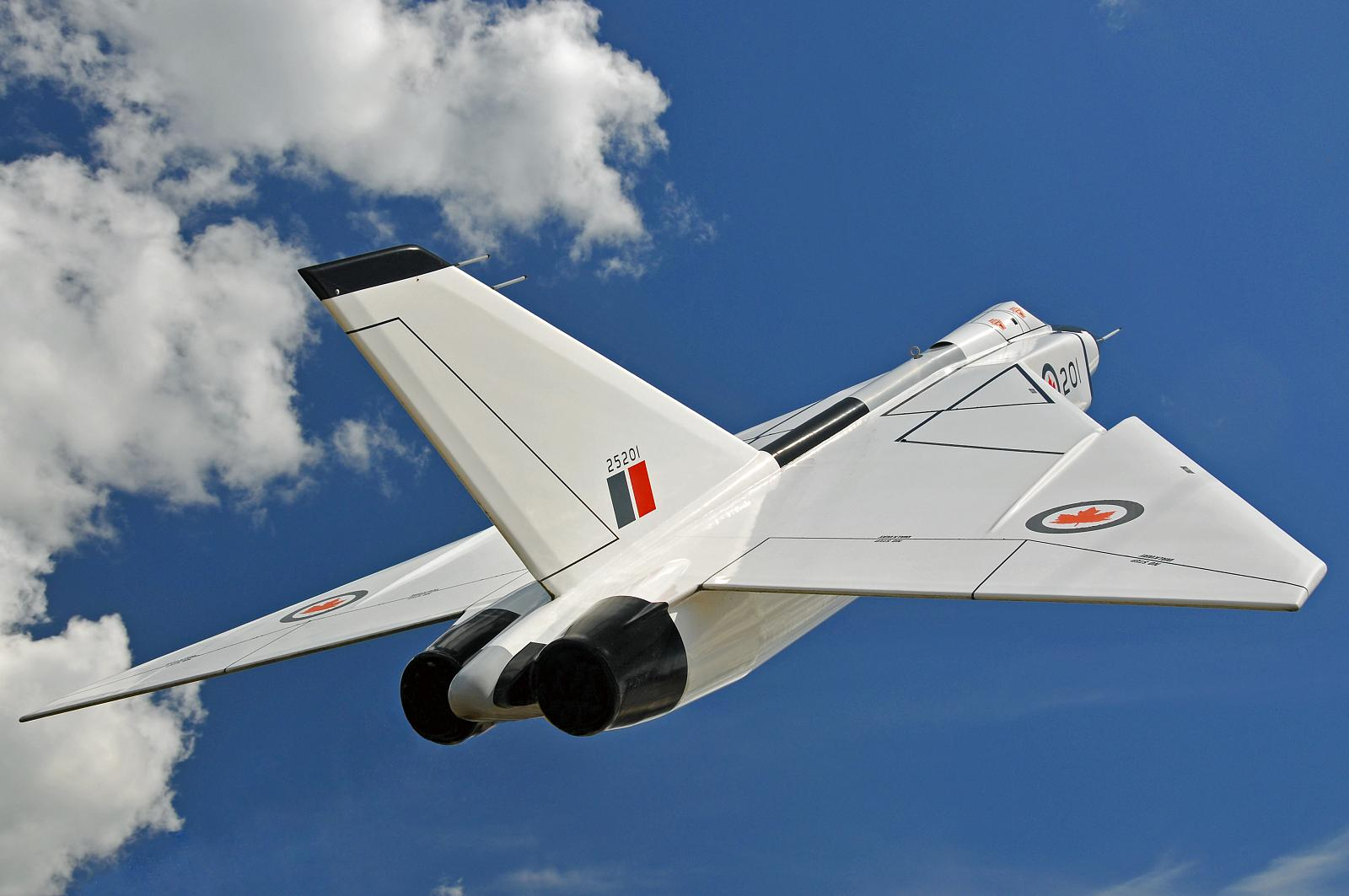
أفرو كندا سي إف-105 أرو

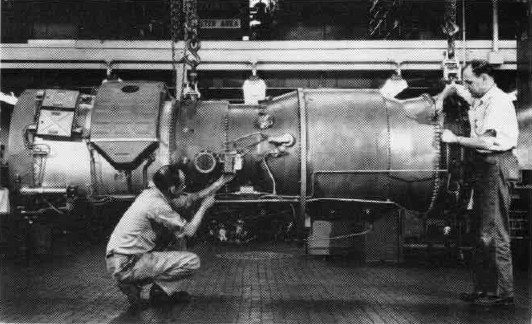
محرك الأسطول الأمريكي جيه 75 يستخدم في مارتن بي 6 إم سي ماستر

برات آند ويتني جيه 75 (تميزه الشركة باسم: جيه تي 4 ايه) محرك توربيني نفاث، محوري السريان عمل لأول مرة عام 1955.
تصميمه ذو 2 من الأعمدة الدوارة، و تبلغ قوة الدفع له 17000 باوند قوة (76 كيلو نيوتن)، و يعتبر الأخ الأكبر لمحرك برات آند ويتني جيه 57 (جيه تي 3 سي).
عُرف في الخدمة المدنية تحت اسم جيه تي 4 ايه، و في العديد من الأغراض الثابتة تحت اسم جي جي 4 و اف تي 4.

## التصميم والتطوير
كان يستخدم محرك جيه 75 في الاستخدامات العسكرية في طائرات:
- لوكهيد يو-2
- ريبابليك إف-105 ثاندرشيف
- كونفير إف-106 دلتا درات

كما كان يُستخدم أيضا في تجارب و نماذج كل من:
- لوكهيد إيه-12
- واي إف-107
- فوغت إكس إف 8 يو-3 كروسادر 3
- مارتن بي 6 إم سي ماستر
- أفرو كندا سي إف-105 أرو

قبل وصول المحرك التوربيني المروحي برات آند ويتني جيه تي 3 دي، كان يُستخدم محرك جيه تي 4 ايه في تشغيل طرازات طائرات البوينغ 707 ودوجلاس دي سي-8، و أظهر تحسن في أداء الطرازات متوسطة المدى منها مثل بوينغ 707-220 ودوجلاس دي سي -8-20، و في الطرازات العابرة للقارات أيضا مثل بوينغ 707-320 ودوجلاس دي سي-8-30.
بعد الزمن القصير لاستخدام الجيه تي 4 ايه  في المجال الجوي، وجد استخدام أكثر ثباتا في المجال البحري، حيث كان يُنتج بنماذج متعددة تتراوح قدرتها بين 18000 و 22000 حصان .
و تشمل الاستخدامات المعروفة، كل السفن الحربية التوربينية، و المدمرة الكندية إروكيوس، بالإضافة لحامية الساحل الأمريكية هاملتون كاتر، و سفينة أشيفيلي المدفعية للأسطول الأمريكي.
كما وجدت محطات طاقة تستخدم توربينات غازية في وقت الذروة تعمل على الغاز الطبيعي تتشابه مع المحرك.
منذ تقديم المحرك إف تي 4 إس في عام 1960، بيع منه أكثر من 1000 وحدة، و مازال الكثير منهم يُستخدم كتربينات غازية في توليد الكهرباء.
 مع ظهور أنواع جديدة، تم إضافة محولات حفزية للمحركات القديمة، لتقليل الانبعاثات منها.

## أنواع مختلفة
- جيه-بي-3

تبلغ قوة الدفع 16470 باوند قوة (73.26 كيلو نيوتن).
- جيه 75-بي-5

تبلغقوة الدفع 17200 باوند قوة (76.51كيلو نيوتن).
- جيه 75-بي-13 بي

تبلغ قوة الدفع 17000 باوند قوة (75.62 كيلو نيوتن) 
- جيه 75-بي-15 دبليو

تبلغ قوة الدفع 24500 باوند قوة (108.98كيلو نيوتن). مع استخدام مرحلة بعد الاحتراق.
- جيه 75-بي-17

تبلغ قوة الدفع 24500 باوند قوة (108.98كيلو نيوتن)، مع استخدام مرحلة بعد الاحتراق.
- جيه 75-بي-19

تبلغ قوة الدفع 24500 باوند قوة (108.98 كيلو نيوتن)، مع استخدام مرحلة بعد الاحتراق.
- جيه 75-بي-19 دبليو

تبلغ قوة الدفع 26500 باوند قوة (117.88 كيلو نيوتن)، مع استخدام مرحلة بعد الاحتراق و حقن ماء.
- جيه تي 4 إيه-3

تبلغ قوة الدفع 15800 باوند قوة (70.28 كيلو نيوتن).
- جيه تي 4 إيه-4

تبلغ قوة الدفع 15800 باوند قوة (70.28 كيلو نيوتن).
- جيه تي 4 ايه-9

تبلغ قوة الدفع 16800 باوند قوة (74.73 كيلو نيوتن).
- جيه تي 4 ايه-11

تبلغ قوة الدفع 17500 باوند قوة (77.84 كيلو نيوتن).
- جيه تي 4 ايه-29

تبلغ قوة الدفع 24500 باوند قوة (108.98كيلو نيوتن)، مع استخدام مرحلة بعد الاحتراق.

## التطبيقات

### تطبيقات محرك جيه 75
- فرو كندا سي إف - 105 إم كيه 1 أرو
- كونفير إف - 106 دلتا دارت
- لوكهيد إيه-12
- لوكهيد يو-2
- مارتن بي 5 إم سي ماستر
- نورث أمريكان إف -107
- ريبابليك إف-105 ثاندرتشيف
- فوغت إكس إف 8 يو-3 كروسادر 3

### تطبيقت محرك جيه تي 4 إيه
- بوينغ 707 (على وجه التحديد طرازات 707-220 و 707-320)
- دوغلاس DC-8 (على وجه التحديد طرازات دي سي-8-20 و دي سي-8-30)

## مواصفات جيه 75/ جيه تي 4 ايه-3

### مواصفات عامة
- النوع: محرك توربيني نفاث.
- الطول: 144.1بوصة (3660 مم).[2]
- القطر: 43 بوصة (1092 مم).
- الوزن الأساسي: 5020 باوند (2277 كغم).

### المكونات
- الضاغط:ضاغط محوري السريان ذو 2 من الأعمدة الدوارة.

### الأداء
- قوة الدفع القصوى: 15800 باوند قوة (70.28 كيلو نيوتن) عند سرعة دورانية 8000 دورة/دقيقة.
- نسبة الضغط الكلي:1:12
- الاستهلاك النوعي للوقود: 0.8 باوند/باوند قوة.ساعة
- نسبة الدفع إلى الوزن: 3.147 باوند قوة/باوند (0.308 كيلو نيوتن/كغم).

## وصلات خارجية
- برات آند ويتني جيه 75/ جيه تي 4